# オーストラリアメジロガモ
オーストラリアメジロガモ （学名：Aythya australis）は、カモ目カモ科に分類される鳥類の一種である。オーストラリアで唯一見られる、真の潜水ガモである。

## 分布
オーストラリア、タスマニア、インドネシア（ジャワ島、セレベス島）、ニューギニア、ニューカレドニアに分布する。オーストラリアでは南東部に多い。以前はニュージーランドにも生息していたが、1934年以降に絶滅したと考えられている。

## 形態
体長約45cm。雄は体の上面が褐色で、腹部から下尾筒にかけては灰色がかった白色である。嘴は黒く、先端部に灰色の帯がある。虹彩は白色である。雌は全体に淡色で、虹彩は褐色である。雌雄とも脚は灰色である。

## 生態
淡水の湖沼や池に生息する。
食性は雑食性で、水草や小さな甲殻類、水生昆虫などを食べる。
水面上の水草の上に営巣することが多い。1腹9-12個の卵を産み、抱卵期間は約25日である。

## 亜種
以下の2亜種に分類される。
- Aythya australis australis オーストラリアメジロガモ

基亜種
- Aythya australis extima バンクスメジロガモ

バンクス島に生息する。基亜種よりも小型である。